# Zalman Zylbercweig
 (mai 2017).
Zalman Zylbercweig est un écrivain de langue yiddish né à Tchortkiv en 1894.
Après avoir commencé une carrière d'acteur, Zylbercweig se tourne vers l’écriture, la traduction et la réalisation de pièces de théâtre.
Il s’installe à New York en 1937. Il est pendant 11 ans directeur de publication du Jewish American, avant de s’installer à Los Angeles.

## Œuvres
- Leksikon fun Yidishn Teater, 1931-1967.
- Hintern Forhang.
- Teater Figurn.
- Teater Mozaik.
- Album of the Yiddish Theater, 1937.